# Очерки гнойной хирургии
«Очерки гнойной хирургии» — главный труд профессора хирургии В. Ф. Войно-Ясенецкого (архиепископа Луки), начатый в Ташкентской тюрьме в 1923 году и впервые вышедший в 1934 году. Работа была переиздана 4 раза (последний раз — в 2006 году). За неё архиепископ Лука получил Сталинскую премию I степени в 1944 году (вручение произошло в 1946 году).

## Концепция монографии
Книга была написана во время, когда в арсенале врача отсутствовали эффективные антибактериальные и противовоспалительные препараты. Успех лечения и исход болезни определялись эффективностью хирургической операции. Ценность данного труда для медицины состоит в том, что автор разработал топографо-анатомическую концепцию хирургического лечения гнойных заболеваний.

## Содержание
Книга состоит из 39 глав, которые охватывают детальное описание подходов к лечению гнойных заболеваний практически всех органов и тканей человеческого организма, на примерах клинических случаев. В книгу также входят приложения, посвящённые местной анестезии.

## Отзывы профессионалов
По утверждению профессора Н. Н. Волобуева, по своим научным, клиническим и литературным достоинствам книга представляется уникальной и не имеющей аналогов в мировой медицинской литературе. Она по своей сути является «энциклопедией гнойной хирургии». О её достоинствах свидетельствует то, что, несмотря на духовный сан, репрессии и ссылки автора, за свой труд он был удостоен Сталинской премии I степени.
Сам автор в предисловии к первому изданию в 1934 году писал:

Книга, которую я написал, подводит итог моим многолетним наблюдениям в области гнойной хирургии, которые я собирал с особенной любовью. Я поставил себе целью прежде всего показать молодым врачам, что топографическая анатомия является важнейшей основой для диагностики гнойных заболеваний и выработки плана оперативного лечения, которое в большинстве случаев бывает атипическим. Необычная форма книги, испещрённой множеством историй болезней, местами приближается к клиническим лекциям, однако я полагаю, что изложение при помощи живых примеров всего лучше достигает цели.